# لازاروس كريستودولوبولوس
لازاروس كريستودولوبولوس (باليونانية: Λάζαρος Χριστοδουλόπουλος)‏ (بالإنجليزية : Lazaros Christodoulopoulos ) لاعب كرة قدم يوناني، يلعب لفريق هيلاس فيرونا الإيطالي ومنتخب اليونان لكرة القدم .

## وصلات خارجية
- لازاروس كريستودولوبولوس على موقع الاتحاد الدولي (مؤرشف)  (الإنجليزية)
- لازاروس كريستودولوبولوس على موقع الاتحاد الأوربي (الإنجليزية)
- لازاروس كريستودولوبولوس على موقع إي إس بي إن إف سي (الإنجليزية)
- لازاروس كريستودولوبولوس على موقع قاعدة بيانات كرة القدم.إي يو (الإنجليزية)
- لازاروس كريستودولوبولوس على موقع ناشيونال فوتبول تيمز (الإنجليزية)
- لازاروس كريستودولوبولوس على موقع Soccerway.com (الإنجليزية)
- لازاروس كريستودولوبولوس على موقع عالم كرة القدم.نت (الإنجليزية)